# Magenta (nave corazzata)
La Magenta fu una nave corazzata, capoclasse della classe Magenta, in servizio con la Marine nationale dal 1862 al 1875. Prendeva il nome dalla battaglia di Magenta, combattuta nell'anno della sua costruzione dall'esercito imperiale francese.

## Progettazione e costruzione
Assieme alla nave sorella Solférino, fu l'unica nave corazzata a due ponti mai costruita, nonché la prima ad essere progettata per l'impiego del rostro
Alla costruzione l'armamento comprendeva sia cannoni ad avancarica a canna liscia, sia più moderni cannoni a retrocarica e canna rigata, per un totale di 92 pezzi. La propulsione adottata era mista vapore/vela. La velatura, di 1.700 m², era a bergantina, con vele quadre sull'albero di trinchetto e vela aurica sull'albero di maestra.
La Magenta fu impostata nei cantieri di Brest il 22 giugno 1859. Varata il 22 giugno 1861, fu completata il 2 gennaio 1862.

## Modifiche successive
Nel 1864 la velatura fu aumentata a 1940 m² e si adottò la configurazione a brigantino a palo, con vele quadre sull'albero di trinchetto e di maestra e vela aurica sull'albero di mezzana.
Successive modifiche furono la sostituzione di tutti i cannoni del ponte principale con 4 cannoni da 240 mm e 4 da 190 mm e altri 4 cannoni da 190 mm posti sul ponte superiore. Nel 1867/1868  tutti i cannoni del ponte inferiore furono rimossi e il ponte principale armato con 10 cannoni da 240 mm del tipo M1864 o M1866.

## Servizio
Servì come nave ammiraglia della flotta del Mediterraneo.

### L'esplosione ed il recupero del carico

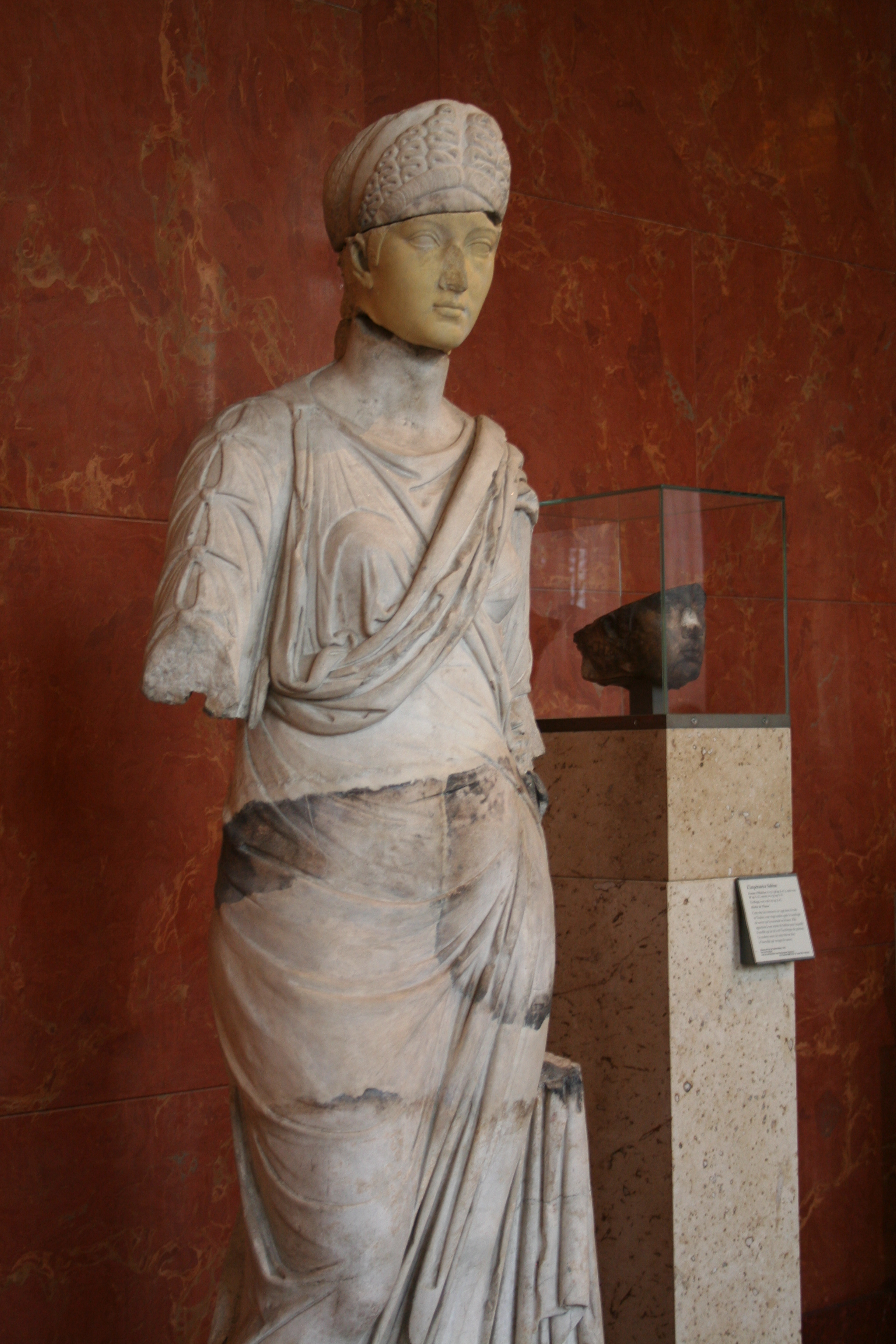
La statua di Vibia Sabina, con la testa originale conservata in una teca, in esposizione al Louvre

Il 31 ottobre 1875, mentre era all'ancora nel porto di Tolone, un incendio si sviluppa a bordo della Magenta. L'equipaggio provò a fermarlo, allagando gli scompartimenti di prua, ma non fu sufficiente e le fiamme raggiunsero una delle polveriere di poppa. Quando fu chiaro che la situazione era ormai incontrollabile, l'equipaggio abbandonò la Magenta, che poco dopo esplose, sprofondando a 15 m di profondità.
Al momento dell'incidente, la Magenta stava trasportando un carico di antichità cartaginesi, imbarcato a La Goletta. Si trattava di reperti rinvenuti gli scavi del 1874 condotti da Jean-Baptiste Evariste Charles Pricot de Sainte-Marie, interprete all'ambasciata francese in Tunisia. Tra i reperti erano presenti 2.080 stele della Tofet di Cartagine ed una statua marmorea dell'imperatrice Sabina.
Dopo che i palombari riuscirono a recuperare alcune steli e pezzi della statua, il relitto venne fatto esplodere, in quanto ostacolava l'accesso al porto.
I reperti salvati furono distribuiti in varie sedi della Biblioteca nazionale di Francia. Il relitto, quasi del tutto interrato, rimase a 12 m di profondità.

## La riscoperta del relitto
Il relitto fu nuovamente localizzato nell'aprile 1994. Tra il 1995 e il 1998 furono condotte tre campagne di scavi da Max Guérout e dal Groupe de recherche en archéologie navale con lo scopo di recuperare le altre steli e la testa della statua. Nell'aprile-maggio 1995 fu recuperata la testa, mentre nell'aprile-maggio 1997 furono trovati 60 frammenti di steli, nonché altri frammenti della statua. Infine, nel 1998, furono recuperati 77 frammenti di steli. La frammentazione dei reperti è spiegabile con l'esplosioni subite dalla nave. La testa della statua risultò inoltre troppo danneggiata per essere unita al tronco. Dal 1997 il corpo della statua, dotata di una testa realizzata a posteriori, e la testa originale sono conservati al Museo del Louvre